# Мигани, Ахмад
Ахмад Мигани (англ.  Ahmad Mighani) — иранский военачальник, бригадный генерал.
С августа 2008 г. — командующий ПВО Вооруженных сил ИРИ. До этого с 2006 г. командовал ВВС.